# Rochester (Kent)
Rochester – miasto w Wielkiej Brytanii (Anglia), w hrabstwie ceremonialnym Kent, na terenie dystryktu Medway (unitarnej jednostki administracyjnej), położone około 45 km od Londynu, nad estuarium rzeki Medway. 
W przeszłości miasto posiadało status city. W 2001 liczyło 27 125 mieszkańców. 
Przez wiele lat w Rochesterze mieszkał angielski pisarz Charles Dickens.
Z Rochester pochodzi Kelly Brook, brytyjska modelka, prezenterka, aktorka i projektantka strojów kąpielowych.

## Etymologia nazwy
Romanobrytyjska nazwa miasta brzmiała Durobrivae, Durobrivis (ok. 730) i Dorobrevis  (844). Według dwóch teorii powyższe miały się wywodzić od łacińskiego określenia fortecy przy moście lub zlatynizowanego brytyjskiego Dourbruf oznaczającego rwący potok. Durobrivis było wymawiane jako Robrivis. Beda Czcigodny, kopiując nazwę około 730 roku, błędnie zapisał ją jako fort Hrofiego (staroang. Hrofes cæster). Stąd wywodzą się późniejsze Hrofæscæstre (ok. 730), Hrofescester (811), Rovescester (1086) i Rochester (1610).

## Zabytki miasta
Głównymi atrakcjami są:
- zamek obronny, którego budowę zapoczątkował normański biskup Gundulf z Rochesteru tuż po inwazji na wyspę (zachowane ruiny pochodzą z 1066), a ukończony w 1127 przez Williama de Corbeil, arcybiskupa Canterbury[4]
- kościół katedralny w stylu normańsko-gotyckim, druga (po Canterbury) najstarsza w Anglii świątynia chrześcijańska, budowana od XI do XIII wieku.

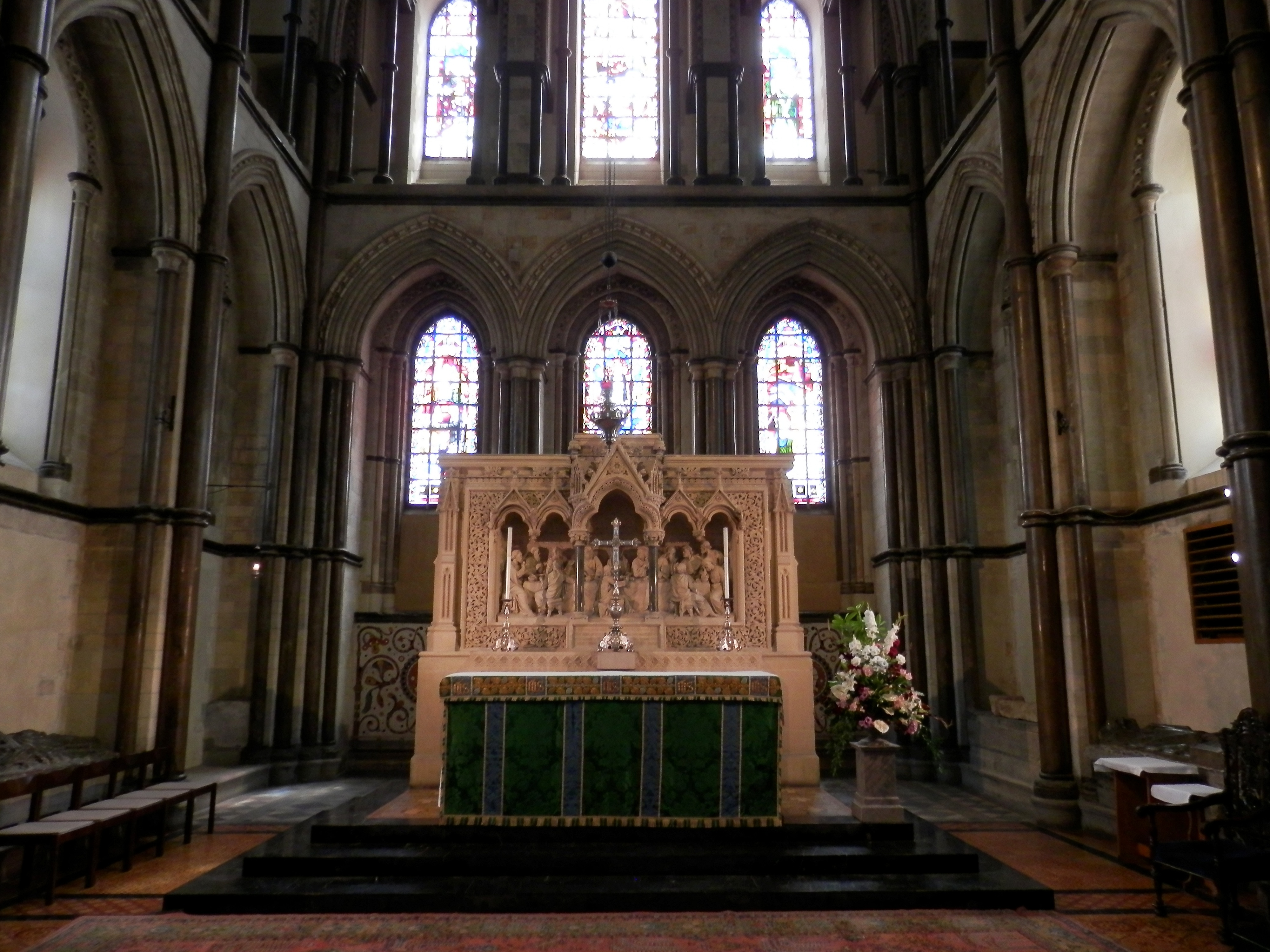
Fragment wnętrza katedry
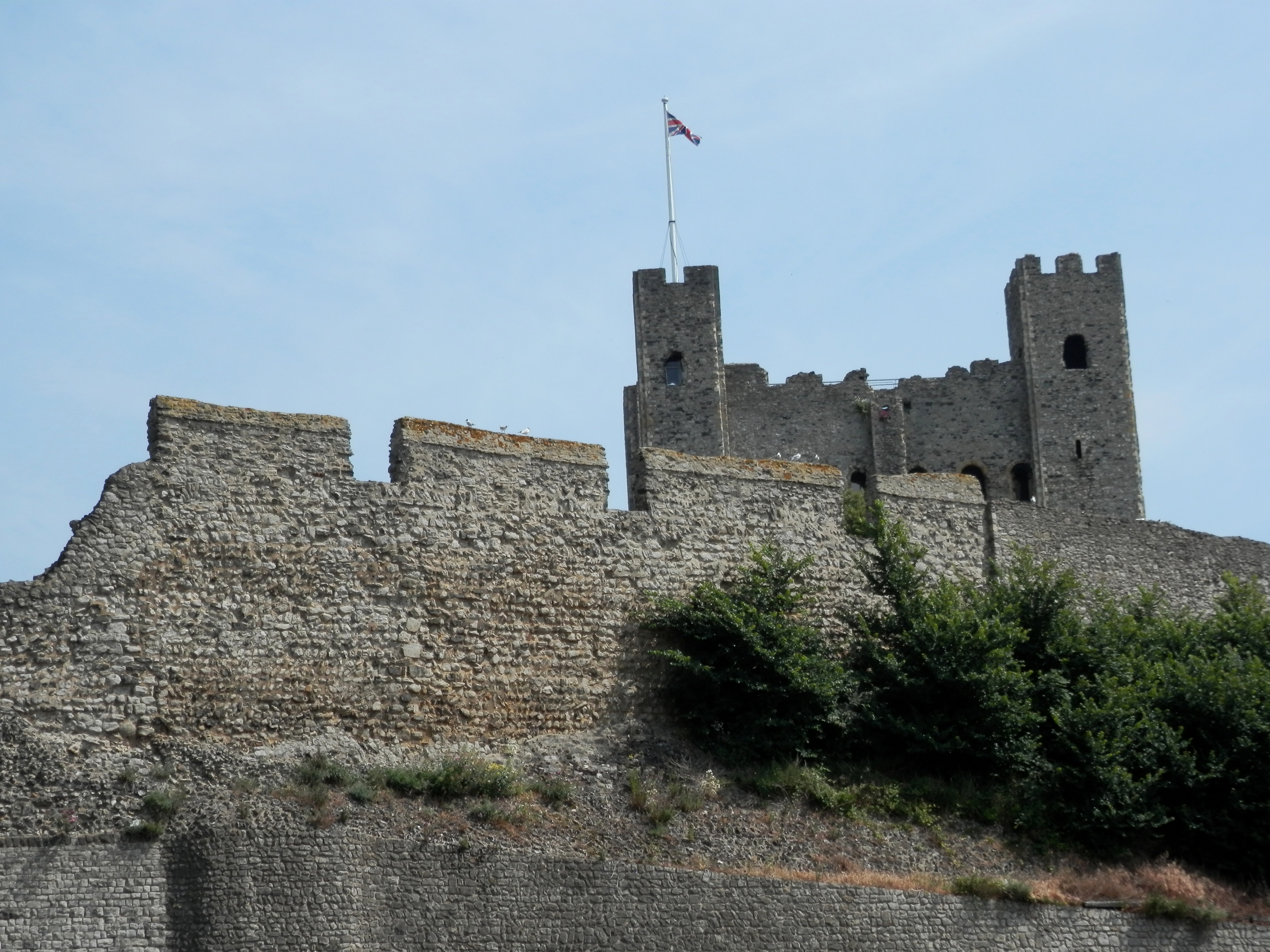
Normański zamek obronny
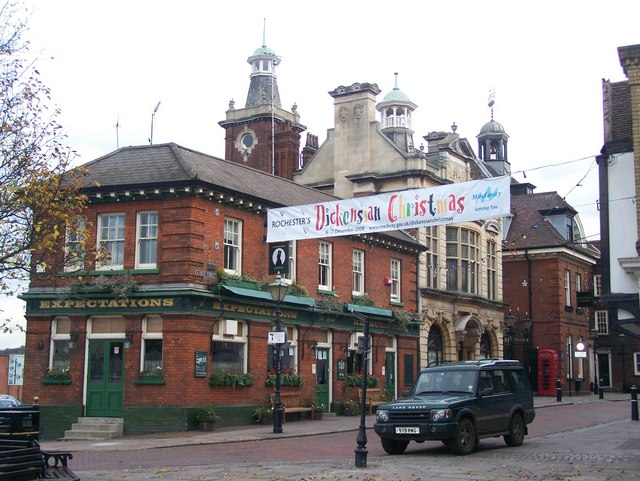
Jedna z ulic miasta